# Let There Be Rock (ausztrál kiadás)
A Let There Be Rock az ausztrál AC/DC együttes negyedik albuma, amely 1977 márciusában, először Ausztráliában jelent meg az Albert Productions gondozásában. A dalokat mindössze két hét alatt vették fel 1977 januárjában Sydney-ben, az Albert Studiosban. Ezen az albumon játszott utoljára AC/DC-felvételen a basszusgitáros Mark Evans.
Az album címe a Teremtés könyvének egy mondatára utal, amikor Isten így szólt: „Legyen világosság!” (angolul „Let There Be Light”). Az Amerikai Egyesült Államokban júniusban forgalomba került LP számlistája eltér az ausztrál és európai kiadás számlistájától. A későbbi CD-s újrakiadások világszerte az amerikai változat alapján készültek.
A nagylemez megjelenésével egyidőben jött ki a "Dog Eat Dog" kislemez Ausztráliában, B-oldalán az albumra nem került "Carry Me Home" c. számmal.  Az album több dala is, mint a címadó "Let There Be Rock", vagy a "Hell Ain't a Bad Place to Be", de különösen a "Whole Lotta Rosie" a mai napig állandó szereplői az együttes koncertprogramjának.

## Az album dalai

### Első oldal
1. "Go Down" – 5:20 (a későbbi ausztrál CD-kiadáson – 5:33)
2. "Dog Eat Dog" – 3:35
3. "Let There Be Rock" – 6:07
4. "Bad Boy Boogie" – 4:28

### Második oldal
1. "Overdose" – 6:09
2. "Crabsody in Blue" – 4:45
3. "Hell Ain't a Bad Place to Be" – 4:15
4. "Whole Lotta Rosie" – 5:22

## Közreműködők
- Bon Scott – ének
- Angus Young – szólógitár
- Malcolm Young – ritmusgitár
- Mark Evans – basszusgitár
- Phil Rudd – dob